# Gunnar Andersson
Pour les articles homonymes, voir Gunnar Andersson (pilote) et Andersson.
Gunnar Andersson, né le 14 août 1928 à Arvika et mort le 1er octobre 1969 à Marseille, est un footballeur franco-suédois.
Il passe son enfance et sa jeunesse à Säffle, d'où son appellation suédoise de "Säffle-Gunnar". 
Avec 194 buts, il est le meilleur buteur toutes compétitions confondues de l'histoire de l'Olympique de Marseille.

## Biographie

### Début de carrière
La carrière de Gunnar débute en Suède ou le joueur fait le bonheur des  équipes de jeunes ainsi qu'à l'équipe première du IFK Åmål (club alors amateur). Il marque des buts à un rythme effréné, ce qui attire l'attention des recruteurs du grand club suédois IFK Götebörg. Ils lui offrent un contrat à l'âge de 21 ans (1949) dans le but de remplacer Gunnar Gren, parti jouer pour le Milan AC. À cette époque, le football suédois n'est pas encore professionnel mais il touche déjà 25 couronnes par match, bien plus que les 15 couronnes perçues par les meilleurs joueurs du pays à l'époque.
Cependant, les dirigeants du football suédois, qui prônent l'amateurisme, ne voient pas cela d'un bon œil. Gunnar souhaite partir. Lors d’un tournoi organisé à Barcelone pour célébrer les cinquante ans du club catalan, il est repéré par Willy Wolf, mais c'est Louis-Bernard Dancausse, président de l'OM, qui réussit à recruter le joueur. Dencausse doit dépenser plus de quatre millions de francs de l'époque pour finaliser cette affaire. Ainsi, à 23 ans, il devient Phocéen

### Son aventure marseillaise
En sept années, il marque 194 buts grâce à son sens du placement et à son arme favorite : crochet court et tir instantané du pied gauche. Affectueusement surnommé « 10 h 10 » en raison de sa démarche « en canard », il inscrit durant sa carrière olympienne 2 quadruplés, 10 triplés et 34 doublés.
Naturalisé Français en 1954, Gunnar, Olympien jusqu'en 1958, poursuit sa carrière à Montpellier, aux Girondins de Bordeaux (qu'il contribue à hisser en première division) et à Aix-en-Provence, avant de sombrer dans la misère. Dans des lettres à sa mère et son frère en Suède, il se plaint de problèmes liés aux « petites boissons jaunes distillées par le diable ».
Le 5 septembre 1954, Gunnar Andersson parie qu'il peut boire dix pastis d'affilée et marquer un triplé juste avant de jouer le match de Première Division avec l'Olympique de Marseille contre le CO Roubaix. Nullement décontenancé, il le réalise en 13 minutes et son équipe remporte le match 5 à 2.
Gunnar Andersson termine ainsi difficilement sa carrière quelque peu oublié et abandonné par le milieu du football. Il retourne à Marseille après sa retraite sportive et travaille comme docker sur le port. Il disparaît à seulement 41 ans, d'une crise cardiaque devant la rédaction du quotidien Le Provençal, près de la rue Breteuil à l'automne 1969,. La légende raconte qu'il avait un billet pour voir jouer l'Olympique de Marseille contre le Dukla Prague en Coupe d'Europe des vainqueurs de coupes dans sa poche.
Il est inhumé au cimetière Saint-Pierre de Marseille, au Carré 61, Rang 35, Place 15 dans la sépulture de la famille Maloni.
En 2022, le magazine So Foot le classe dans le top 1000 des meilleurs joueurs du championnat de France, à la 16e place.

## Carrière
- 1943-1949 :  IFK Åmål
- 1949-1950 :  IFK Göteborg
- 1950 :  Kjøbenhavns Boldklub
- 1950-1958 :  Olympique de Marseille
- 1958 :  SO Montpellier
- 1958-1960 :  Girondins de Bordeaux
- 1960-1961 :  AS Aix-en-Provence
- 1961-1962 :   CAL Oran
- 1962-1963 :  AS Gignac
- 1964 :  IFK Arvika[8]

## Palmarès
- Olympique de Marseille
  - Coupe de France
    - Finaliste : 1954

  - Coupe Charles Drago (1)
    - Vainqueur : 1957

### Distinctions personnelles
- Meilleur buteur du Championnat de France en 1952 (31 buts) et 1953 (35 buts).
- Meilleur buteur de l'histoire de l'Olympique de Marseille avec 194 buts[9].